# Mitte (okręg administracyjny Bremy)
Mitte – okręg administracyjny (niem. Stadtbezirk) w Bremie, w kraju związkowym Brema. Najmniejszy okręg administracyjny miasta.
W skład okręgu administracyjnego wchodzą dwie dzielnice (Stadtteil):
1. Häfen
2. Mitte